# Neuenberg (Rheinisches Schiefergebirge)
Der Neuenberg ist eine 230 Meter hohe Erhebung im Südwesten der Stadt Wuppertal im Stadtteil Cronenberg.

## Topologie
Am westlichen Fuß des Berges, der zum Staatsforst Burgholz gehört, verläuft die Wupper. Auf der linken Seite der Wupper verläuft die autobahnähnlich ausgebaute Landesstraße 74 (L 74). Im Norden wird der Neuenberg durch das Tal des Burgholzbaches vom Burggrafenberg getrennt. Im Süden ist das Tal des Weilandsiepens. Im Osten liegt der Wuppertaler Stadtteil Cronenberg.
Die Erhebung ist Teil der naturräumliche Einheit Burgholzberge (Ordnungsnummer 338.051).

## Bauwerke
Der Neuenberg ist bis auf den östlichen Bereich unbebaut und zum großen Teil bewaldet.